# Тирнштейн, Константин Робертович
Константи́н Ро́бертович Тирнште́йн (1869—1942) — инженер-механик флота, капитан 1 ранга, старший инженер-механик Николаевского порта, в эмиграции с февраля 1920 года.

## Биография
Константин Робертович Тирнштейн родился 10 сентября 1869 года в Николаевске-на-Амуре в дворянской семье потомственных кораблестроителей. Его дед Юлий Карлович Тирнштейн был старшим судостроителем Санкт-Петербургского порта, строителем первого в России гидравлического плавучего составного дока, а отец — Тирнштейн, Роберт Юльевич был старшим судостроителем Николаевского порта Черноморского флота.
Константин пошёл по стопам отца и деда, поступив в 1887 году на механическое отделение Технического училища Морского ведомства в Кронштадте (в РГА ВМФ — Инженерное училище Морского ведомства).
В 1892 году, после окончания училища, был произведён в младшие инженер-механики флота и направлен для прохождения службы на Балтийского флота. В 1893 году командировался наблюдающим на верфи Финляндии (г. Або).
Служил судовым механиком, минным механиком на эскадренных броненосцах «Император Николай I», «Император Александр II», на крейсерах «Кагул» (в 1907 году переименован в «Память Меркурия») и «Африка», транспортах «Пендераклия» и «Дунай», на номерных миноносцах.
С апреля 1897 года находился к командировке в Германии на заводах «Howaldtswerke» в городе Киль и Фридриха Шихау в Эльбинге наблюдающим за постройкой парохода «Ледокол» и 100-тонного плавучего крана для Владивостокского порта, механизмов для крейсера в 3000 тонн и 4-х эскадренных миноносцев по 350 тонн водоизмещением. 9 апреля 1900 года в России был пожалован за работу наблюдающим на верфях Германии орденом Святого Станислава 3-й степени и награждён германским орденом Красного орла 4 степени, который 25 июня 1901 года ему «Высочайше было разрешено носить».
В мае 1900 года назначен старшим механиком бронепалубного крейсера II ранга «Новик». 19 июля 1902 года объявлено «Монаршее благоволение» как наблюдающему за постройкой крейсера II ранга «Новик».
1902—1904 годы — в запасе флота. Назначен судовым механиком крейсера II ранга «Изумруд». 1905 год — командирован на Невский судостроительный завод наблюдающим за постройкой канонерских лодок.
В 1906 году переведён трюмным механиком на крейсер I ранга «Очаков» Черноморского флота, затем до 1907 года служил старшим судовым механиком на транспорте «Дунай».
С 29 октября 1907 года К. Р. Тирнштейн в должности портового инженер-механика заведует всеми береговыми механизмами Севастопольского порта. В декабре произведён в подполковники.
С 11 июля 1910 года — старший инженер-механик Николаевского порта. 28 марта 1913 года переименован из подполковников в инженер-механики капитаны II ранга. 6 декабря 1913 года за отличие произведён в инженер-механики капитаны 1 ранга.
В январе 1920 года пассажиром (со своей семьёй и братом Николаем с семьёй), в числе 493 человек, ушёл на недостроенном танкере «Баку» — на буксире — из Николаева в Одессу (брат Фёдор Робертович отказался уходить и остался с семьёй в России, в Николаеве).
В феврале 1920 года на танкере «Баку» уведён с пассажирами (около 600 человек) английским крейсером «Церес» в Константинополь. Все были высажены в Мраморном море, Принцевы острова, о. ХАлки. Так оказались в эмиграции.
С 1921 года Константин Робертович Тирнштейн был членом Союза морских офицеров в Константинополе — «Халкинское отделение». Позже семья переехала в Тунис — в Бизерту.
В октябре 1923 года заведовал электроосвещением и жил с семьёй на линейном корабле «Георгий Победоносец» в Бизерте.
С 1924 года после расформирования Русской эскадры остался в Тунисе. Работал в Русской библиотеке при церкви.
Умер 10 ноября 1942 года. Похоронен на кладбище Боржель в Тунисе в семейном склепе вместе с женой (умерла в 1937) и мужем дочери Елизаветы — лейтенантом флота В. Г. Червинским (умер в апреле 1942).

## Семья
- Дед — Тирнштейн Юлий Карлович (1814—1862) — инженер-кораблестроитель, старший судостроитель Санкт-Петербургского порта, строитель первого в России гидравлического плавучегодока (составного деревянного).
- Отец — Тирнштейн Роберт Юльевич (1841—1896) — инженер-кораблестроитель, старший судостроитель Николаевского порта, Дальневосточного и Черноморского инспектора кораблестроения.
- Мать — Тирнштейн Елизавета Николаевна (урождённая Носова).
  - Брат — Тирнштейн Николай Робертович (1872—1938) — капитан 58 пехотного ПраГского полка, участник Русско-японской и Первой мировой войн, в эмиграции с февраля 1920 года. Жена — Мария Ивановна Тирнштейн (урожд. Михайлова) — (1874—1955).
  - Брат — Тирнштейн Фёдор Робертович (1876—1941) — остался с женой и тремя дочерьми в России.
  - Жена — Юлия Тирнштейн (урожд. Маркелова) (1865—1937).

Константин и Юлия Тирнштейны имели 4 дочерей (Ольга, Елизавета, Екатерина, Татьяна).
- -     - Дочь — Тирнштейн Ольга Константиновна — работала медицинской сестрой в севастопольском госпитале, умерла от тифа.
    - Дочь — Тирнштейн Елизавета Константиновна (1897-?), замужем за Червинским В. Г.
    - Дочь — Тирнштейн Екатерина Константиновна (в замужестве — Плешко) (1898—1983). Жена мичмана Плешко С. С. Дочь — Ольга (1925—2005).
    - Дочь — Тирнштейн Татьяна Константиновна (1903-?), медсестра.

Все три дочери и внучка Ольга Сергеевна Плешко (в замужестве — Лазаре), похоронив в Тунисе родителей и мужей, уехали в США.
- -     - Кузнецова Камилла Эдуардовна — внучка брата — Фёдора Робертовича Тирнштейна, внучатая племянница Константина, биограф семьи Тирнштейнов.[4] (РГА ВМФ, РГИА, ЦГИА СПб — 25 лет исследовательской работы).

## Награды
Российской империи:
- орден Святого Станислава 3 степени (9 апреля 1900);
- орден Святой Анны 3 степени (1908);
- орден Святого Станислава 2 степени (6 апреля 1914)[1];
- серебряная медаль «В память царствования императора Александра III» (1896)[5];
- светло-бронзовая медаль «В память 300-летия царствования дома Романовых» (1913);
- светло-бронзовая медаль «В память 200-летия морского сражения при Гангуте» (1915)[1].

Иностранные:
- орден Красного орла 4-й степени (Германия, 1901)[5].